# Боневил
Језеро Боневил (енгл. Lake Bonneville) је током леденог доба било величине 52 000 квадратних километара и дубине 300 метара у Јути, Невади и Ајдаху. Данас остаци језера Боневил укључују Велико слано језеро у Јути, језеро Јута и језеро Савијер. Будући да су сланишта аридни рељефни облици из влажније прошлости, оне садрже корисне трагове у проучавању климатских промена.